# Horacio Capel Sáez
Horacio Capel Sáez (Màlaga, 7 de febrer de 1941) és un geògraf i escriptor espanyol, autor de nombrosos llibres i director de nombroses tesis doctorals, reconegut especialment per la seva labor en el camp de la geografia urbana. També ha escrit llibres sobre filosofia, historiografia i altres temàtiques.

## Biografia
Capel va néixer a Màlaga, Andalusia. Fins a la dècada de 1970 va realitzar recerques sobre geografia urbana, incloent anàlisi dels sistemes urbans i morfologia de les ciutats. Posteriorment va centrar els seus estudis en la teoria de la geografia i de la ciència. Des de finals de la dècada de 1980 va treballar en qüestions relacionades amb la innovació tècnica i el mitjà local.
El 1963 es gradua com a Llicenciat en filosofia i lletres en la Universitat de Múrcia. Posteriorment obté el doctorat en la secció de geografia en la Universitat de Barcelona (1972).
És un dels geògrafs que més s'ha ocupat a estudiar, al llarg de la seva carrera, sobre les noves tendències en Geografia, sense per això abandonar el seu enfocament crític. Ho mostren publicacions com Las Nuevas Geografías (1982), Geografía en Red (2009) del seu portal Web Geocrítica-Scripta Nova i Nuevas Geografías y Neogeografía (2011). En 2008 va guanyar el premi Vautrin Lud, màxima distinció que s'atorga en el camp de la Geografia.

## Geografia urbana
Durant la seva carrera ha estudiat en profunditat el fenomen de les ciutats, rebutjant el pre-concepte que sobre aquestes ha desenvolupat la cultura, i assignant-los la categoria de «millor invent humà»:
| «               | (...) aquesta tradició de rebot a la ciutat és una visió intel·lectual, però no va de debò. Els que se'n van fora no és que siguin antiurbans; és perquè no troben habitatges a un preu assequible. Clar, a més estan en contacte amb la naturalesa, i tot això que es relaciona amb les estratègies de màrqueting dels promotors per vendre aquestes parcel·les. Sens dubte això té avantatges, però també inconvenients. Jo estic absolutament en contra d'això, perquè contribueix a augmentar el cost social de la urbanització. Hi ha tota una ideologia molt individualista, molt aïllacionista, d'anar-se a la naturalesa sense prendre en compte el cost social i econòmic d'aquesta urbanització, per viure de manera molt atomitzada... i la tradició de la ciutat compacta, on hom pot baixar a utilitzar un equipament, parlar més fàcilment, caminar de nit, tornar en taxi sense preveure què fer, tot això té un avantatge considerable. Crec que molts dels que se'n van volen viure a la ciutat, però no poden. | » |
| — Horacio Capel | |   |

## Obra
- Vila, Valenti, J.. Campo y Ciudad en la Geografia Espandla.. 22a ed.  [S.l.]: Salvat Editores, 1970. ISBN 84-345-7071-8.
- Varen, Benhard. Geografía general en la que se explican las propiedades generales de la tierra. 2a ed.  Barcelona: Ediciones Universidad de Barcelona, 1980. ISBN 84-600-2105-X.
- Capel Sáez, Horacio. Estudios sobre el sistema urbano.  [Barcelona]: Ediciones de la Universidad de Barcelona, 1974. ISBN 84-600-6342-9.
- Capel Sáez, Horacio. Capitalismo y morfología urbana en España. 1. ed.  Barcelona: J. Batlló, 1975. ISBN 84-377-0025-6.
- Capel, Horacio «Organicismo, fuego interior y terremotos en la ciencia española del siglo XVIII». Geo Crítica: cuadernos críticos de geografía humana, 1980. ISSN: 2385-3719.
- Capel Sáez, Horacio. Filosofía y ciencia en la geografía contemporánea. 2a ed. corregida.  Barcelona: Barcanova, 1983. ISBN 84-7533-009-6.
- Los Ingenieros militares en España, siglo XVIII : repertorio biográfico e inventario de su labor científica y espacial.  Barcelona: Cátedra de Geografía Humana, Universidad de Barcelona, 1983. ISBN 84-7528-117-6.
- Capel Sáez, Horacio. Geografía humana y ciencias sociales : una perspectiva histórica. 2a. ed.  Barcelona: Montesinos, 1989. ISBN 8476390070.
- Capel Sáez, Horacio. De Palas a Minerva : la formación científica y la estructura institucional de los ingenieros militares en el siglo XVIII.  Barcelona: Serbal, 1988. ISBN 84-7628-044-0.
- Los Espacios acotados : geografía y dominación social. 1. ed.  Barcelona: PPU, 1990. ISBN 84-7665-659-9.
- Capel Sáez, Horacio. Dibujar el mundo : Borges, la ciudad y la geografía del siglo XXI. 1. ed.  Barcelona: Ediciones del Serbal, 2001. ISBN 84-7628-364-4.
- Thrower, Norman Joseph William. Mapas y civilización : historia de la cartografía en su contexto cultural y social.  Barcelona: Ediciones del Serbal, 2002. ISBN 84-7628-384-9.
- Busquets i Grau, Joan. Barcelona : la construcción urbanística de una ciudad compacta.  Madrid: Ediciones del Serbal, 2004. ISBN 84-7628-458-6.
- Sacristán de Lama, José David. Una lengua para Babel. La nueva imagen del mundo. 1. ed.  Barcelona: Ediciones del Serbal, 2005. ISBN 84-7628-484-5.
- Capel Saez, Horacio. La morfología de las ciudades.  Barcelona: Ediciones del Serbal, 2002-2013. ISBN 84-7628-463-2.

## Premis i reconeixements
- Generalitat de Catalunya: Distinció a l'Activitat Investigadora (2003).[1]
- Conferència de geògrafs llatinoamericans: Premi Preston James (2006).[1]
- Prix International de Géographie Vautrin Lud (2008).[3]
- Doctor honoris causa de la Universidad Nacional de Cuyo, Mendoza, Argentina.[4]
- Doctor honoris causa de la Universidad Nacional de San Juan, San Juan, Argentina.[4]
- Doctor honoris causa de la Universidad de Buenos Aires, Argentina.[1]